# 內拉托維采

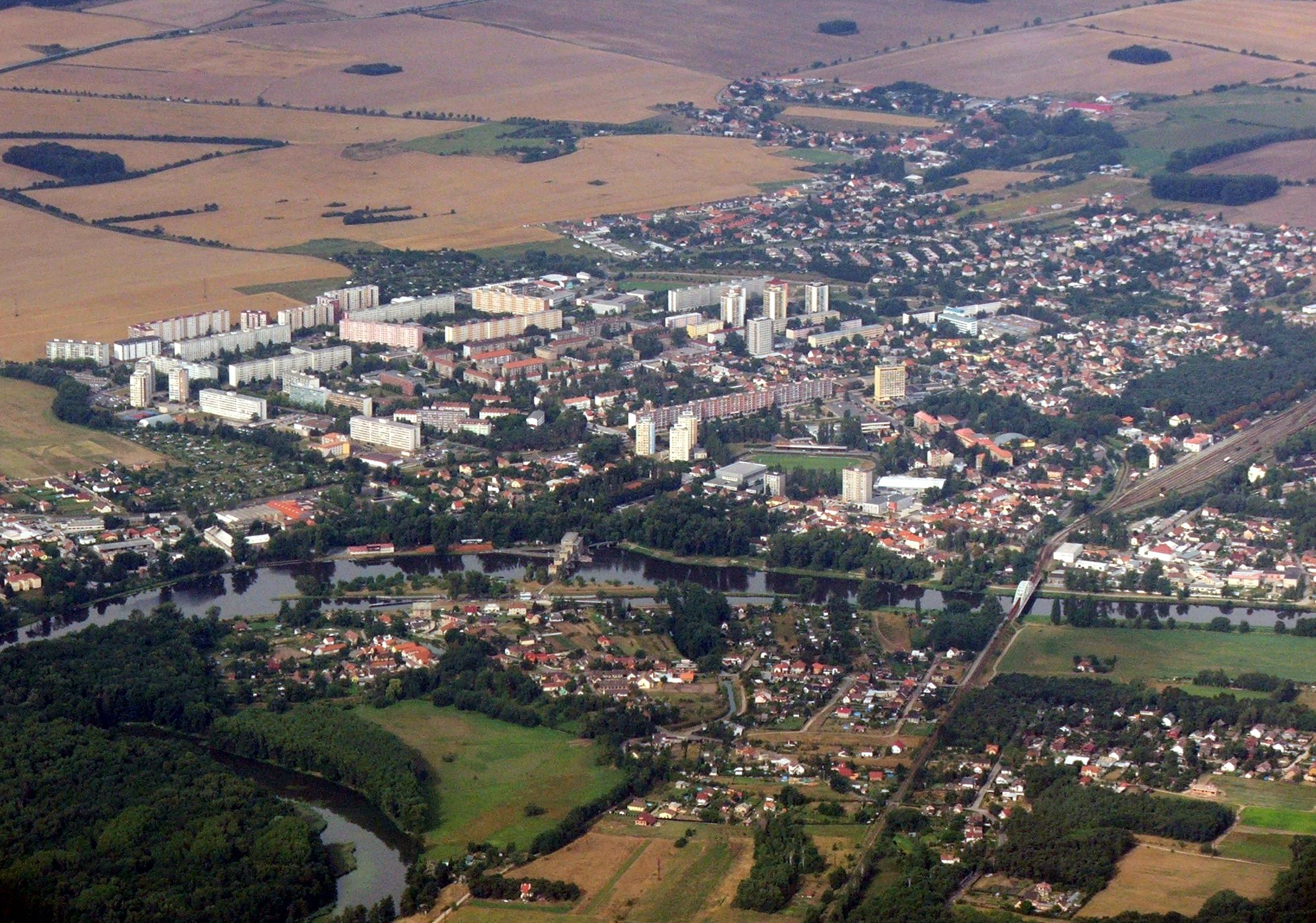

內拉托維采是捷克的城鎮，位於該國西北部，由中波希米亞州負責管轄，面積20.01平方公里，海拔高度162米，該地區自紅銅時代有人類居住，2012年人口達到16,472。

## 外部連結
- Official website （页面存档备份，存于） （捷克文）